# Yeltsin Tejeda
Yeltsin Ignacio Tejeda Valverde (Limón, 1992. március 17. –) Costa Rica-i válogatott labdarúgó, jelenleg a Lausanne-Sport játékosa.

## Fordítás
Ez a szócikk részben vagy egészben  a   Yeltsin Tejeda című angol Wikipédia-szócikk fordításán alapul.  Az eredeti cikk szerkesztőit annak laptörténete sorolja fel. Ez a jelzés csupán a megfogalmazás eredetét és a szerzői jogokat jelzi, nem szolgál a cikkben szereplő információk forrásmegjelöléseként.